# La Thuile
La Thuile (arpità La Tchoueuille) és un municipi italià, situat a la regió de Vall d'Aosta. L'any 2007 tenia 795 habitants. Limita amb els municipis d'Arvier, Avise, Bourg-Saint-Maurice (França), Courmayeur, La Salle, Montvalezan (França), Morgex, Prè-Saint-Didier, Sainte-Foy-Tarentaise (França), Séez (França) i Valgrisenche. Hi ha un refugi de muntanya dedicat a Albert Deffeyes.

## Administració

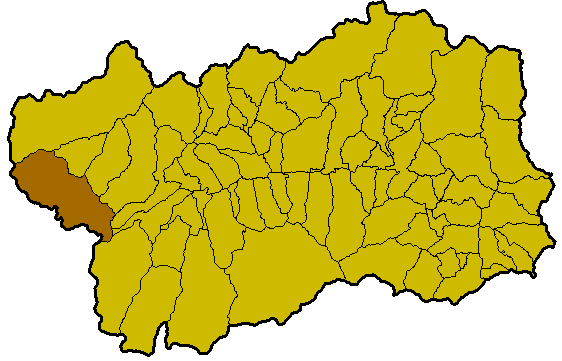
Situació de La Thuile a la Vall

| Període | Identitat       | Partit        |
| ------- | --------------- | ------------- |
| 2005-   | Gilberto Roulet | Llista cívica |